# José Luis Soberanes
José Luis Soberanes Fernández (Santiago de Querétaro, Querétaro, 10 de enero de 1950) es un abogado y jurista destacado mexicano.
A lo largo de su fecunda trayectoria, se desempeñó como secretario general de la Unión de Universidades de América Latina, de enero de 1985 a septiembre de 1990, director del Instituto de Investigaciones Jurídicas de la Universidad Nacional Autónoma de México del 24 de julio de 1990 hasta el 31 de agosto de 1998, y presidente de la Comisión Nacional de los Derechos Humanos del 16 de noviembre de 1999 al 15 de noviembre de 2009, cargo del cual en 2005 cumplió su primer período siendo elegido para un segundo período, que concluyó en 2009.

## Trayectoria como jurista

### Estudios y docencia
Obtuvo el título de licenciado en derecho, en la Facultad de Derecho de la Universidad Nacional Autónoma de México, con mención honorífica, y doctor en Derecho, sobresaliente cum laude, en la Facultad de Derecho de la Universidad de Valencia, España. 
Actualmente es investigador titular "C" definitivo, de tiempo completo, en el Instituto de Investigaciones Jurídicas de la Universidad Nacional Autónoma de México, investigador nacional nivel III en el Sistema Nacional de Investigadores, a partir del 1º. de julio de 1991, profesor titular por oposición de la Facultad de Derecho de la Universidad Nacional Autónoma de México, desde 1974, académico honorario de la Real Academia de Jurisprudencia y Legislación de España. El gobierno de España lo condecoró con la cruz de honor de caballero de la Orden Civil de San Raimundo de Peñafort, reconocimiento que se otorga a las personas que se distinguen en la actividad jurídica. Es doctor honoris causa por la Universidad Autónoma de Tlaxcala, a partir del 31 de enero de 2007.  
Ha participado como ponente en congresos nacionales e internacionales.  Ha dictado conferencias en universidades de México, América Latina, España, Francia,  Italia, Canadá y Estados Unidos de América. Ha impartido cursos de posgrado, maestría y doctorado, en diversas universidades de México y América Latina. Ha escrito prólogos de diversas publicaciones. Ha publicado artículos doctrinales en revistas mexicanas y extranjeras. Ha intervenido como autor y como coautor de libros: diez de investigación, diez de docencia y 29 de divulgación general. En la actualidad realiza una serie de cinco libros en los que pretende abarcar toda la historia constitucional de México, en un esfuerzo sin precedentes.

### Ombudsman Nacional de México
Entre sus acciones como defensor del pueblo, se encuentran las controversias con la Procuraduría General de la República, al hacer críticas públicas contra ésta y contra autoridades estatales y nacionales de policía. Ha sido demandado por la misma Procuraduría, recibiendo el respaldo de diversos senadores.
Además, ha hecho expresas críticas y recomendaciones sobre temas controversiales, como lo son Oaxaca, Atenco, la corrupción en diversas agencias de policía.
En mayo de 2007 la CNDH se opuso a los cambios legales a las leyes que permitirán el aborto hasta las doce semanas en el Distrito Federal, y decidió impugnar la nueva ley ante la Suprema Corte de Justicia de la Nación en conjunto ante la Procuraduría General de la República. El PRD lo ha criticado de hacer “el trabajo del PAN”, mientras que Soberanes mencionó que su postura es en defensa de la vida y por las irregularidades de la misma ley.
En febrero de 2008, la organización no gubernamental internacional Human Rights Watch publicó un reporte donde critica el desempeño de la CNDH, entre ellos la ausencia de seguimiento de casos, la desinformación a las víctimas, el escaso uso de los tratados internacionales, no promueve reformas legales para prevenir abusos a los derechos humanos, además de que es la Defensoría de Derechos Humanos que más recursos utiliza del mundo.

### Comisión Nacional de los Derechos Humanos
Soberanes fue elegido Presidente de la Comisión Nacional de los Derechos Humanos por primera ocasión, el 11 de noviembre de 1999 e inició su primer periodo de 1999 a 2004 el 16 de noviembre. Fue el primer titular de la CNDH ratificado por el Senado de la República como resultado de la reforma de septiembre de 1999 que otorgó autonomía a la Comisión respecto del Poder Ejecutivo.
Durante su gestión como presidente de la Comisión Nacional de los Derechos Humanos, después de haber hecho las investigaciones respectivas, emitió dieciséis recomendaciones generales; resaltando el contexto de su emisión y las adecuaciones que se propone en cada una de ellas, y así poder reducir el riesgo de violación de los derechos humanos.  Igualmente, presentó 25 Informes especiales a la  opinión pública, en los que se consideraba la situación de particular gravedad, indicando las dificultades que surgieron para el desarrollo de las funciones y el resultado de las investigaciones realizadas.
Entre algunas recomendaciones emitidas fue sobre el caso de personas desaparecidas en la década de los setenta y principios de los ochenta.  Dichas recomendaciones fueron integradas con motivo de denuncias formuladas y documentos aportados por los familiares de los agraviados, mismos que fueron presentados de manera directa o a través de organizaciones no gubernamentales, la mayoría presentadas en la Secretaría de Gobernación y posteriormente la CNDH las asumió.
Asimismo, emitió recomendaciones particulares; entre algunas de ellas resaltan el caso de los hechos de violencia suscitadas los días 3 y 4 de mayo de 2006, en los Municipios de Texcoco y San Salvador Atenco del Estado de México, por los contundentes pronunciamientos realizados sobre la vulnerabilidad de garantías fundamentales durante los enfrentamientos de ambos municipios.
Igualmente, presentó informes especiales, resaltando el de los casos de homicidios y desapariciones de mujeres del municipio de Ciudad Juárez, ya que la CNDH revisó los expedientes existentes entre enero de 1993 y junio de 2003; dada la importancia y gravedad de los casos, dicha Comisión presentó a la opinión pública dicho informe especial, dando a conocer detalladamente los resultados de las investigaciones de las muy lamentables muertes de mujeres y niñas, ocurridas en Ciudad Juárez.
El 23 de  agosto de 2005 presentó un segundo informe ante la Comisión Especial para conocer y dar seguimiento a las investigaciones relacionadas con los feminicidios en la república mexicana y la procuración de justicia vinculada de la Cámara de Diputados, el Informe de evaluación integral de las acciones realizadas por los órdenes de gobierno, respecto al cumplimiento que se habían dado hasta esa fecha, a cada una de las propuestas que se les dirigieron en el Informe especial, emitido el 23 de noviembre de 2003, sobre los casos de homicidios y desapariciones ocurridos en Ciudad Juárez, Chihuahua.
Entre otros aspectos, algo que se puede resaltar, es que el 14 de septiembre de 2006 se publicó en el Diario Oficial de la Federación la adición del inciso g de la fracción II del artículo 105 de la CPEUM que facultó a la CNDH para interponer acciones de inconstitucionalidad que tengan por objeto plantear la posible contradicción entre una norma de carácter general y la Constitución.  Con relación a la citada adición, la CNDH puede ejercer esa función en contra de leyes de carácter federal, estatal y del Distrito Federal, así como tratados internacionales celebrados por el Ejecutivo Federal y aprobados por el Senado de la República, que vulneren los derechos humanos consagrados en la Constitución.
También durante sus dos períodos se crearon diversos programas, cuyo principal objetivo fue otorgar una atención especializada a la problemática de todos los sectores de la sociedad vulnerables, y que están expuestos a múltiples violaciones a sus derechos humanos; la importancia de los mencionados programas radicó fundamentalmente en promover y velar por el cumplimiento de las garantías a las que todo individuo tiene derecho.

## Publicaciones
Entre algunas de sus numerosas publicaciones hasta la fecha, destacan:
- Y los conservadores tomaron el poder y cambiaron la Constitución 1836-1846 (2014)
- Y fuimos una Federación, los primeros avatares constitucionales de México 1821-1834 (2013)
- El pensamiento constitucional en la Independencia (2012)
- Historia del derecho mexicano (2012)
- Apuntes para la historia del juicio de amparo (2002)
- Los bienes eclesiásticos en la historia constitucional de México (2000)
- El derecho de libertad religiosa en México (2001)
- Los derechos humanos en México (2001)
- Sobre el origen de la Suprema Corte de Justicia de la Nación (1987)
- Los Tribunales de la Nueva España (1980)

| Predecesor: Mireille Roccatti | Presidente de la Comisión Nacional de los Derechos Humanos 1999 - 2009 | Sucesor: Raúl Plascencia Villanueva |